# Diabrotica pulchella
Diabrotica pulchella es una especie de insecto coleóptero de la familia Chrysomelidae.
Fue descrita científicamente en 1856 por Jacquelin-Val.